# Lophozia pallida
Lophozia pallida là một loài rêu tản trong họ Jungermanniaceae. Loài này được (Stephani) Grolle miêu tả khoa học lần đầu tiên năm 1964.